# Cândido Sales
Cândido Sales är en kommun i Brasilien.   Den ligger i delstaten Bahia, i den östra delen av landet, 700 km öster om huvudstaden Brasília. Antalet invånare är 27 916.
Omgivningarna runt Cândido Sales är huvudsakligen savann. Runt Cândido Sales är det glesbefolkat, med 20 invånare per kvadratkilometer.